# Roeselia monticola
Roeselia monticola är en fjärilsart som beskrevs av Walter Karl Johann Roepke 1948. Roeselia monticola ingår i släktet Roeselia och familjen trågspinnare. Inga underarter finns listade.